# Эчеверрия, Атанасио
Атана́сио Эчеверри́я-и-Годо́й (исп. Atanasio Echeverría y Godoy; ок. 1771, Мексика — 1803) — мексиканский художник и натуралист XVIII века. Иллюстрировал книги по ботанике и, в частности, «Флору Мексики».
Родился в Мексике. Обучался в Королевской академии искусств в Мехико. В 1788—1803 гг. участвовал в ботанической экспедиции по Новой Испании, которую возглавлял Мартин де Сессе-и-Лакаста (1751—1808). Большинство участников экспедиции прибыли из Испании; Эчеверрия был одним из немногих, кто родился в Мексике. В экспедиции он делал зарисовки растений, которые были собраны членами экспедиции. Был аттестован как лучший из художников-натуралистов.
В 1791 году участвовал в экспедиции в Калифорнию под руководством Хосе Мариано Мосиньо (1763—1819), которая продолжалась два года. В этой экспедиции Эчеверрия сделал изображения 200 видов растений и некоторых животных. По окончании этого путешествия Эчеверрия отправился с Мосиньо в новую экспедицию, на этот раз в южную Мексику. В 1794 году экспедиция разделилась на две части. Эчеверрия отправился на Карибские острова вместе с Мартином де Сессе и ботаником Хайме Сенсеве. Однако по прибытии в Гавану Атанасио Эчеверрия и Сенсеве заболели дизентерией, и вследствие этого в течение первого года ботанические изыскания почти прекратились. В 1796 исследователи уехали в Пуэрто-Рико, однако после начала англо-испанской войны исследователи возвратились в Гавану, не завершив работу.
В 1797 году Атанасио Эчеверрия присоединился к Комиссии Гуантанамо. Это была военная экспедиция, занимавшаяся картографированием залива Гуантанамо, а также научными наблюдениями. В этой экспедиции Эчеверрия рисовал пойманных птиц и рыб. Всего было собрано около 3700 образцов, в том числе открыто 27 новых видов и 5 новых родов животных и растений.
В 1803 году Эчеверрия вместе с экспедицией уехал в Мадрид, откуда через год вернулся в Мексику, где был назначен вторым директором отдела искусства Королевской академии Сан-Карлос.
Атанасио Эчеверрия в течение 17 лет работал в области ботанической иллюстрации. Его работы в техническом и художественном плане выгодно отличаются от работ современников. Большая их часть сохранилась: 86 листов с рисунками рыб и птиц депонированы в Морском центре Барселоны, основная же часть — в американском институте Ханта, который занимается историей ботаники в Северной Америке.
В честь Атанасио Эчеверрии Альфонс Декандоль в 1828 году назвал род североамериканских суккулентных растений Эчеверия (Echeveria).